# Deaf Theatre Network Europe Vienna
Deaf theatre network europa (Gehörlosen-Theaternetzwerk Europa) ist ein Zusammenschluss von mehreren Gehörlosen-Theatern. Das Netzwerk wurde im Jahr 2001 in Wien während der Deaf Theatre Conference mit der Zielsetzung gegründet, gehörlose Künstler und Künstlerinnen sowie das gehörlose Theater bekannter zu machen.
Folgende Projekte sollen in Zukunft realisiert werden:
1. Dauerhafte Videodokumentation durch ein Team ebenfalls gehörloser Spezialisten. Dies geschieht unter der Leitung des Teatr 3 Szczecin (Polen) mit Olgierd Koczorowski.
2. Gehörlosen-Theater für Kinder in Zusammenarbeit mit dem Gehörlosentheater der Janáček-Universität in Brno VDN-DIFA-JAMU (Tschechische Republik), Teatr 3, Quest:arts for everyone (USA) und ARBOS-Gesellschaft für Musik und Theater (Österreich).
3. Professionelle Ausbildung und Schulungsmaterial. Die Koordination erfolgt unter der Leitung von ARBOS – Gesellschaft für Musik und Theater.
4. Die Geschichte des Gehörlosentheaters in Europa.
5. Gemeinsames Erarbeiten von Theaterprojekten durch Teatr 3, ARBOS und Ramesh Meyyappan (Singapur/Schottland).
6. Organisation der „European Deaf Theatre Conference“ und der informellen Treffen der Theater. Die Koordination erfolgt durch ARBOS.
7. Ausrichtung des „European & International Deaf Theatre Festival“ in Wien inklusive der jährlichen Netzwerkkonferenz.

Gehörlosen-Theater ist Teil der Kunst der Welt, dieses Theater wird von gehörlosen Künstlern gespielt. Aber auch die Zusammenarbeit von gehörlosen und hörenden Artisten ist normal. Das Gehörlosen-Theater erzählt Geschichten von gehörlosen Menschen, ihrem Leben und ihrer Kultur. Das Theater kann Gebärdensprache, Schauspiel, mimische Darstellung, visuelles Theater, Tanz, Musik, Comedy und auch alle anderen Formen der darstellenden Kunst umfassen.
Das „Gehörlosen-Theater“ ist für gehörlose und für hörende Zuschauer bestimmt.